# GO!GO!侍ニッポン〜私も輝きます〜
「GO!GO!侍ニッポン〜私も輝きます〜」（ゴーゴーさむらいにっぽんわたしもかがやきます）は、2010年4月7日に発売された瀬川瑛子のシングル。

## 解説
- 時代劇専門チャンネルの『時代劇体操』で使用されている。
- 従来の演歌的なアレンジではなく、ダンスミュージック色の濃い曲調となっている。

## 収録曲
- 両楽曲共に、作詞：ペリー荻野、作曲・編曲：小杉保夫

1. GO!GO!侍ニッポン〜私も輝きます〜（4分28秒）
2. あっぱれ!みなさま（2分20秒）
3. GO!GO!侍ニッポン〜私も輝きます〜【オリジナル・カラオケ】（4分28秒）
4. あっぱれ!みなさま【オリジナル・カラオケ】（2分20秒）